# 가사당암문
가사당암문(袈裟堂暗門)은 북한산성의 의상봉과 용출봉 사이 고갯마루에 위치한 암문이다.
조선 숙종 37년 (1711년)에 북한산성 성곽을 축조하면서 만든 8개의 암문(暗門) 중 하나로, 현재 백화사가 위치한 의상봉길에서 북한산성으로 오르는 길목을 통제하기 위해 설치했다. 암문은 비상시에 병기나 식량을 반입하는 통로이자, 때로는 구원병의 출입로로 활용된 일종의 비상출입구이다. 산성의 방어력을 높이기 위해 적이 비교적 쉽게 접근할 수 있는 고갯마루나 능선에 설치했다.
가사당암문은 여느 암문과 마찬가지로 성문 상부에 문루(門樓)는 마련하지 않았다. 성문 양쪽은 장대석으로 쌓아올리고, 그 위 천장 부분은 장대석 여러 매를 걸쳐 만들었다.
이런 양식의 성문을 아치 모양의 홍예식과 구분하여 평거식(平据式)이라 부른다. 원래 문짝이 있었으나 지금은 없어지고, 문짝을 달았던 원형의 지도릿돌과 일반문의 빗장에
해당되는 장군목을 걸었던 방형 구멍이 남아있다.
가사당암문 아래에는 국녕사(國寧寺)가 자리잡고 있다. 국녕사는 북한산성의 축조, 수비, 관리에 큰 역할을 담당하였던 승병이 주둔한 승영사찰(僧營寺刹)이었는데, 가사당암문의 수축과 방어를 담당하였을 것으로 판단된다. 그런 까닭에 가사당암문은 국녕문(國寧門)으로도 불린다.

## 현지 안내문
북한산의 의상봉과 용출봉 사이의 고갯마루에 위치해 있다. 1711년 숙종 37년, 북한산성 성곽을 축조하면서 만든 8개의 암문(暗門) 중 하나로, 현재 백화사가 위치한 의상봉길에서 북한산성으로 오르는 길목을 통제하기 위해 설치했다. 암문은 비상시에 병기나 식량을 반입하는 통로이자, 때로는 구원병의 출입로로 활용된 일종의 비상출입구이다. 산성의 방어력을 높이기 위해 적이 비교적 쉽게 접근할 수 있는 고갯마루나 능선에 설치했다.
가사당암문은 여느 암문과 마찬가지로 성문 상부에 문루(門樓)는 마련하지 않았다. 성문 양쪽은 장대석으로 쌓아올리고, 그 위 천장 부분은 장대석 여러 매를 걸쳐 만들었다. 이런 양식의 성문을 아치 모양의 홍예식과 구분하여 평거식(平据式)이라 부른다. 원래 문짝이 있었으나 지금은 없어지고, 문짝을 달았던 원형의 지도릿돌과 일반문의 빗장에 해당되는 장군목을 걸었던 방형 구멍이 남아있다. 가사당암문 아래에는 국녕사(國寧寺)가 자리잡고 있다. 국녕사는 북한산성의 축조, 수비, 관리에 큰 역할을 담당하였던 승병이 주둔한 승영사찰 (僧營寺刹)이었는데, 가사당암문의 수축과 방어를 담당하였을 것으로 판단된다. 그런 까닭에 가사당암문은 국녕문(國寧門)으로도 불린다.